# Ferrovia della Valle Seriana
La ferrovia della Valle Seriana era una ferrovia, attiva fra il 1884 e il 1967, che collegava la città di Bergamo con Ponte Selva e Clusone, in alta Valle Seriana. Assieme alla Ferrovia della Valle Brembana la linea formava il complesso noto come "ferrovie delle valli bergamasche".

## Storia

Locandina dell'inaugurazione dell'ultimo tratto ferroviario.

La concessione per la costruzione e l'esercizio di una ferrovia che avrebbe collegato Bergamo alla Valle Seriana fu ottenuta dalla società belga Société Générale des Chemins de Fer Economiques (SE). Il primo tratto dal capoluogo orobico ad Albino fu aperto il 21 aprile 1884, mentre il 23 agosto dello stesso anno fu aperto il tratto Albino-Vertova. La ferrovia venne completata il 6 luglio 1885 con l'apertura del tratto Ponte Nossa-Ponte Selva.
Successivamente l'esercizio passò alla Società Anonima della Ferrovia Valle Seriana (FVS) che si occupò di costruire nel 1911 il breve collegamento tra il bivio Ponte Selva e Clusone, di 6 chilometri. La diramazione per Ponte Selva rimase in esercizio come raccordo merci fino al 1949, quando fu chiusa al traffico.
Nel 1918, nel quadro della politica dell'epoca che mirava a diminuire la presenza di capitali stranieri in Italia, in quello della "belga" subentrò una società bergamasca che si fuse con quella che dal 1906 eserciva la linea della valle Brembana, pur mantenendo distinti i due esercizi.
Nel 1950 il traffico passeggeri risultava ancora elevato, tanto che fino al 1960 venne istituita una coppia di treni diretti estivi verso Milano effettuata con automotrici FS che a Bergamo veniva scisso in due sezioni instradate rispettivamente da/per Clusone e San Martino de' Calvi (il cambio di nome in Piazza Brembana risale al 1956). Tra Bergamo e Clusone era richiesto un supplemento rispetto alla tariffa FVS ordinaria.
Nel 1965 la FVS fu incorporata nella Società Autoferrovie Bergamo (SAB) che assunse l'esercizio della ferrovia. Questa seguì lo stesso destino della Ferrovia della Valle Brembana, altra linea delle valli bergamasche, venendo chiusa il 31 agosto 1967. Parte del materiale rotabile più moderno venne ceduto alla Ferrovia Centrale Umbra.
La riattivazione delle due linee, decisa a livello governativo nell'ambito di una strategia che mirava ad eliminare le linee ferroviarie minori, fu sempre caldeggiata dalle autorità locali che nel 1977 affidarono alle Ferrovie Nord Milano il relativo studio di fattibilità, che non condusse al momento ai risultati auspicati: gli alti costi previsti suggerirono l'acquisizione della sede; un ulteriore incarico alle stesse FNM fu affidato nel 1990.
Le strutture e il sedime ferroviario passarono dunque al Demanio che con Legge n. 579 del 31 dicembre 1993 li cedette alla Provincia di Bergamo, intenzionata a riattivare la ferrovia. Dopo anni di discussioni, studi e progetti, alla neocostituita Tramvie Elettriche Bergamasche (TEB) fu affidato il compito di costruire una linea tranviaria da Bergamo ad Albino che utilizzasse in gran parte il vecchio tracciato della ferrovia con fondi derivanti dalla Legge 211/92. La linea, denominata T1 e gestita dalla stessa TEB, è entrata in esercizio il 25 aprile 2009 per il tratto dal capoluogo fino ad Alzano Lombardo, e successivamente fino ad Albino.
Parte del sedime del tratto che da Colzate prosegue verso Clusone, è stata utilizzata per la costruzione della ciclovia della Valle Seriana.

## Caratteristiche
La linea era una ferrovia a binario semplice e a scartamento regolare di 1435 mm.
Il tracciato era lungo 34,128 km tra la stazione di Bergamo FVS e Clusone; la diramazione Ponte Selva-Ponte Nossa era lunga circa un chilometro. In fase progettuale, le curve furono concepite con un raggio minimo di 300 metri, mentre la pendenza fu contenuta al 20‰. In questo caso ci furono due eccezioni: un tratto nei pressi di Alzano e un altro nei pressi di Comenduno sui quali si raggiunse un'acclività del 22‰. Il tratto Ponte Nossa-Clusone, costruito nel 1911, ebbe una pendenza costante del 33‰ e curve dal raggio di 80 metri.
Per l'armamento in origine furono impiegate rotaie Vignoles da 21 kg/m, lunghe 12 metri ciascuna e poggianti su diciotto traversine in rovere, mentre sul tratto tra Ponte Selva e Clusone le rotaie ebbero un peso per metro lineare di 27 kg. Nel 1925, le rotaie da 21 kg/m furono sostituite con quelle da 30 kg/m. Undici anni dopo tra la stazione di Bergamo e quella di Redona fu sperimentata la saldatura delle rotaie a due a due, ottenendo campate lunghe 24 metri. Nello stesso periodo, sempre a titolo sperimentale, sulla curva di Borgo Santa Caterina furono posate traverse composte da due zoccoli in cemento armato collegate tra loro da una sbarra in acciaio allo scopo di ridurre i costi di manutenzione dovute alla sostituzione delle traverse in rovere.

## Percorso
| Unknown route-map component "exKBHFa" |

| Unknown route-map component "exHST" |

| Unknown route-map component "exKBHFaq" | Unknown route-map component "exABZg+r" |  |

| Unknown route-map component "exBHF" |

| Unknown route-map component "exKBSTaq" | Unknown route-map component "exTUNNEL1q" | Unknown route-map component "exABZgr" |  |  |

| Unknown route-map component "exBHF" |

| Unknown route-map component "exBHF" |

| Unknown route-map component "exBHF" |

| Unknown route-map component "exBHF" |

| Unknown route-map component "exBHF" |

| Unknown route-map component "exBHF" |

| Unknown route-map component "exHST" |

| Unknown route-map component "exHST" |

| Unknown route-map component "exBHF" |

| Unknown route-map component "exHST" |

| Unknown route-map component "exCONTgq" | Unknown route-map component "exvSTR+r-SHI1+r" |  |

| Unknown route-map component "exvHST" |

|  |  | Unknown route-map component "exvABZg+l-STR" | Unknown route-map component "xABZq+l" | Unknown route-map component "CONTfq" |

|  | Unknown route-map component "exvSTR-ABZg+l" | Unknown route-map component "eABZgr" |

|  | Unknown route-map component "exvKBHFe-BHF" | Station on track |

|  | Unknown route-map component "uexCONTgq" | Unknown route-map component "uexv-STRr" | Unknown route-map component "ABZgl" | Unknown route-map component "CONTfq" |

|  |  | Continuation forward |

Treno a Clusone

La stazione capolinea si trovava nei pressi di quella di Bergamo, sulle ferrovie per Lecco, Seregno, Treviglio e Brescia. Per qualche anno la stazione della Valle Seriana fu capolinea anche della tranvie interurbane a vapore Bergamo-Treviglio-Lodi e Bergamo-Soncino. Dal 1906, fu affiancata dall'analogo impianto capolinea della Valle Brembana.
La ferrovia proseguiva in direzione del quartiere di Borgo Palazzo, ove si trovava l'omonima fermata su un tratto in trincea, lungo un percorso parallelo alla linea della Valle Brembana. Il tracciato in parallelo terminava nei pressi del casello ferroviario di San Fermo, dopo il quale si trovava la fermata di Borgo Santa Caterina e poi la piccola stazione di Redona.
Inoltratasi lungo la valle del Serio la ferrovia incontrava nell'ordine le fermate a richiesta di Torre Boldone e di Ranica, quindi le stazioni di Alzano Lombardo e di Nembro, per giungere a quella denominata Albino-Desenzano. Quest'ultima era raccordata a quattro fabbriche: uno di questi raccordi conduceva a un cementificio posto sulla sponda sinistra del fiume Serio.

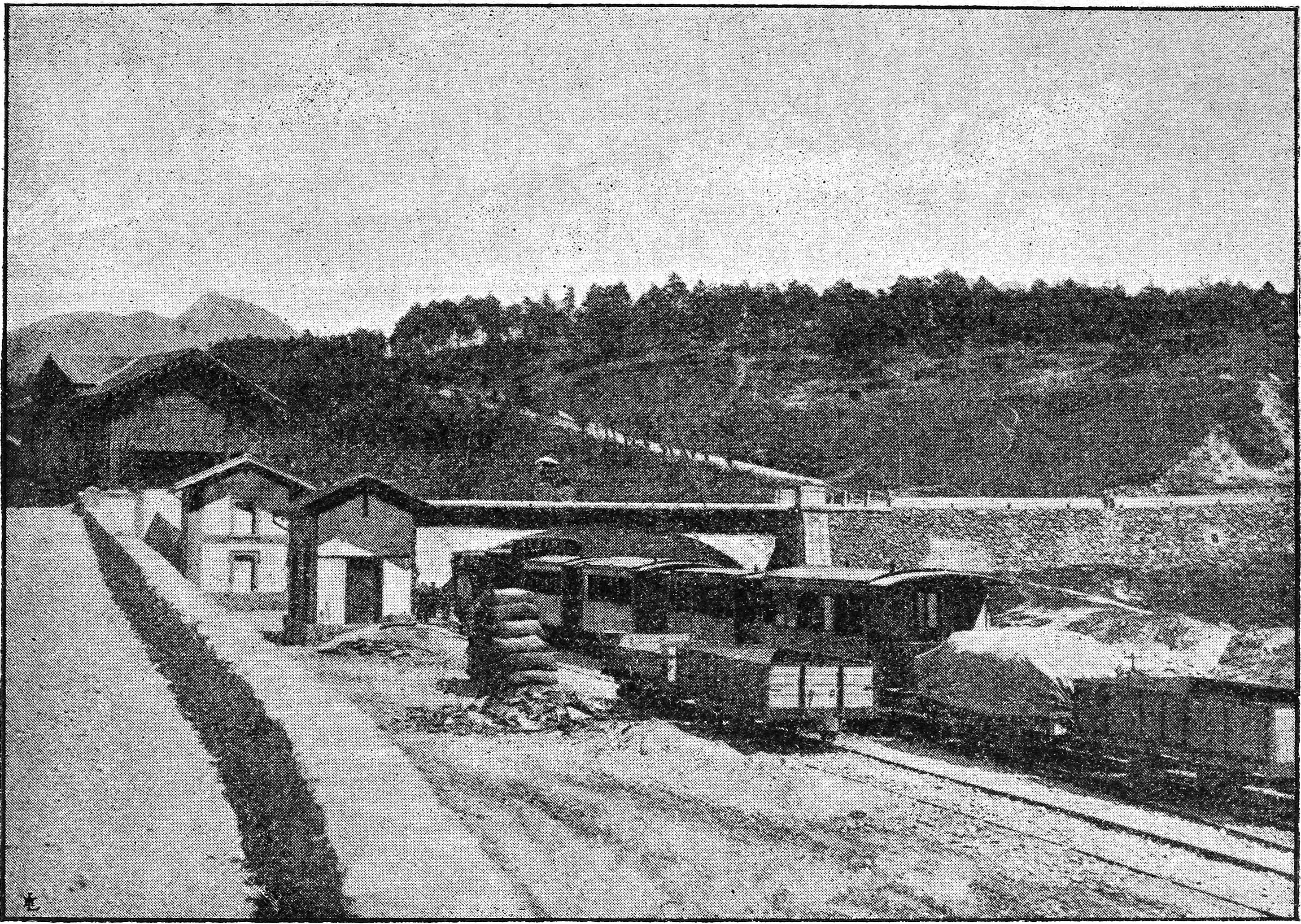
Stazione di Ponte Selva

I treni proseguivano dunque lungo la valle, sempre in direzione nord ovest, servendo nell'ordine la piccola stazione di Cene, quella di Gazzaniga-Fiorano, quella di Vertova e infine quella di Ponte Nossa. Quest'ultima, a partire dal 1911, fungeva da bivio per la diramazione per Ponte Selva, in comune di Parre. Questa stazione fu capolinea della ferrovia fino all'apertura del tronco che collegava Ponte Nossa a Clusone; divenne poi capolinea di un piccolo raccordo merci che rimase in funzione fino al 1949.
Da Ponte Nossa, la ferrovia s'inerpicava in direzione di Clusone. Dopo aver oltrepassato il Serio, i treni giungevano presso la nuova fermata di Ponte Selva, detta anche Selva Alta, per poi arrivare a Clusone, capolinea della ferrovia. L'impianto fu riconvertito in autostazione dopo la chiusura della linea.

## Materiale rotabile
Il materiale di trazione d'origine era costituito da un nutrito parco di locomotive a vapore: alla prima locomotiva a tre assi denominata Stura, utilizzata per al costruzione della linea, si affiancò un gruppo di cinque unità costruita dagli Ateliers St. Leonard di Liegi e acquistate fra il 1884 e il 1886, che formarono il gruppo 1-5 con i nomi di Bergamo, Albino, Serio, Vertova e Ponte Selva. Ulteriori unità analoghe giunsero fra il 1900 e il 1914 con la classificazione 28-31 e i nomi di Settimo, Torino, Roma, e Derna. A una più piccola unità Orenstein & Koppel fu assergnato il numero 32. Infine, sotto la gestione FVS furono acquistati fra il 1924 e il 1929 due gruppi di locomotive di costruzione Breda costituiti dalle unità a sette assi (rodiggio 1-5-1) FVS 51-52 e dalle cinque locomotive a cinque assi (rodiggio 1-3-1) 34-38; il ricorso a un fornitore nazionale fu conseguenza del passaggio di proprietà avvenuto nel 1918.
Nel 1931 passarono formalmente in carico alla FVS anche le cinque locomotive a vapore a suo tempo impiegate per la costruzione della ferrovia della val Brembana; si tratta via di unità realizzate dalla Orenstein & Koppel, a due e tre assi, numerate 1-5.
Avendo il medesimo concessionario in comune rispetto alla tranvia Bergamo-Soncino il materiale di quest'ultima era spesso impiegato sulla ferrovia della Valle Seriana, per cui le locomotive furono dotate di un terzo respingente e di attacchi tranviari.

Una Ad 5604 a Ponte Nossa

Dopo la prima guerra mondiale la FVS manifestò l'intenzione di abbandonare l'esercizio della tranvia: nel 1921, a seguito dell'opposizione alla chiusura da parte delle amministrazioni locali e dell'opinione pubblica, l'impresa decise di donare impianti e materiale rotabile alle province di Bergamo e Cremona. Per garantirne l'esercizio, le due amministrazioni stipularono una convenzione provvisoria con la tranvia della val Cavallina (TVC) e con la Bergamo-Trescore-Sarnico (BTS). La nuova convenzione durò dal 1º agosto al 31 dicembre 1921 e vide il trasferimento del materiale rotabile dalla stazione di Bergamo FVS a quella in comune alle due linee tranviarie.
Dopo la seconda guerra mondiale, accantonata l'ipotesi della completa elettrificazione fino a Clusone, i mezzi diesel sostituirono progressivamente le vaporiere: il 10 giugno 1947 arrivarono alla FVS tre automotrici tipo ALn 56 Breda, provenienti dalle FS e che furono classificate nella serie AD 5601-5603, e due rimorchiate, sempre ALn 56 ex-FS demotorizzate, le quali furono classificate come R6001 e R6002. Nel dicembre alle automotrici si aggiunge la AD 5604, una macchina analoga alle precedenti, ma di nuova costruzione accompagnata dalla rimorchiata R6003. Il 29 aprile 1954 giuunsero infine sulla rete sociale le AD 5605 e 5606, di foggia leggermente diversa, assieme alla rimorchiata R6004. Tutti i nuovi mezzi ricevettero la livrea FVS rosso cupo per la parte bassa della cassa e avorio per la fascia dei finestrini e alla cessazione del servizio vennero ceduti alla società Mediterranea Umbro Aretina per l'esercizio sulla Ferrovia Centrale Umbra.
Per le manovre e la trazione dei treni in affiancamento alle locomotive a vapore 51 e 52, negli anni 1953-54 vennero inoltre acquistate due locomotive costruite dalla Greco di Reggio Emilia su licenza Deutz del modello V 36. Alla chiusura della linea le stesse furono cedute alla Ferrovia Suzzara-Ferrara.

### Materiale rotabile - prospetto di sintesi
| Tipo                | Unità        | Anno di acquisizione | Costruttore        | Note                                                                     |
| ------------------- | ------------ | -------------------- | ------------------ | ------------------------------------------------------------------------ |
| Locotender a 3 assi | Stura        | 1884                 |                    | Impiegata per la costruzione della linea e incorporata nel parco         |
| Locotender a 3 assi | 1-5          | 1884-86              | St. Leonard        | Denominate rispettivamente Bergamo, Albino, Serio, Vertova e Ponte Selva |
| Locotender a 3 assi | 28-31        | 1900-1914            | St. Leonard        | Denominate rispettivamente Settimo, Torino, Roma e Derna                 |
| Locotender          | 32           |                      | Orenstein & Koppel |                                                                          |
| Locotender a 7 assi | 51-52        | 1924                 | Breda              |                                                                          |
| Locotender a 5 assi | 34-36        | 1925                 | Breda              |                                                                          |
| Locotender a 5 assi | 37-38        | 1929                 | Breda              | Cedute nel 1937 alle FSE                                                 |
| Automotrici         | AD 5601-5604 | 1947                 | Breda              | 5601-5602 eEx ALn 56 FS, cedute alla MUA                                 |
| Automotrici         | AD 5605-5606 | 1954                 | Breda              | Cedute alla MUA                                                          |
| Rimorchiate         | RD 6001-6003 | 1947                 | Breda              | 6001-6002 ex ALn 56 FS, cedute alla MUA                                  |
| Rimorchiata         | RD 6004      | 1954                 | Breda              | Ceduta alla MUA                                                          |
| Locomotive Diesel   | LD 61-62     | 1953-1954            | Greco              | Cedute alla FSF                                                          |